# Мясокомбинат (футбольный клуб)
«Мясокомбинат» — советский футбольный клуб из Москвы. Основан не позднее 1938 года. Известен также под названием «Пищевик — мясокомбинат имени А. И. Микояна».

## Достижения
- Во второй лиге — 10-е место (в зональном турнире класса «Б», 1968 год).
- В Кубке СССР — поражение во втором круге первой подгруппы первой зоны (1938 год).

## Известные тренеры
- Дементьев, Николай Тимофеевич

## Известные игроки
- Артемьев, Сергей Тимофеевич;
- Бирюлин, Александр Сергеевич;
- Терентьев, Виктор Васильевич.